# 서상원 (생태학자)
서상원(1973년~)은 대한민국의 생태학자이다. 캘리포니아 대학교의 정교수이며,  2021년에 왕립예술학회의 회원으로 선출되었다.